# Negro Casas
Pour les articles homonymes, voir Casas.
José Casas Ruiz (né le 10 janvier 1960 à Mexico) est un catcheur mexicain connu sous le nom de ring de Negro Casas.

## Biographie

### Jeunesse
José Casas Ruiz est le fils du catcheur Pepe « Tropicasas » Casas. Il a deux frères cadet qui vont tous deux devenir catcheurs. 

### Carrière de catcheur
José Casas Ruiz commence sa carrière de catcheur sous le nom de Negro Casas le 26 octobre 1979 où il remplace son père qui n'est pas présent. Il remporte son premier titre le 1er janvier 1984 quand il bat Black Terry pour devenir champion du monde des poids léger de l'Universal Wrestling Association (UWA).

## Palmarès
- Consejo Mundial de Lucha Libre (CMLL)
  - 2 fois champion du monde des poids moyen du CMLL (en)[5]
  - 6 fois champion du monde par équipes du CMLL avec El Hijo del Santo (3 fois), Místico (2 fois) et Shocker (1 fois)[6]
  - 1 fois champion du monde par équipes de trois du CMLL avec Atlantis et Último Guerrero[7]
  - 1 fois champion du monde des poids welters du CMLL (en)[8]
  - 1 fois champion du monde des poids welters (en) de la National Wrestling Alliance (NWA)[a],[9]
  - 1 fois championnat du monde historique des poids welters (en) de la National Wrestling Alliance (NWA)[10]
  - Torneo Gran Alternativa (en) 1994 avec Héctor Garza[11]
  - Tournois Leyenda de Plata (en) en 2000, 2014 et 2015[12],[13],[14]
  - Copa Bobby Bonales[15]
- International Wrestling Revolution Group (en) (IWRG)
  - 1 fois champion intercontinental des poids légers de l'IWRG[16]
  - 1 fois champion intercontinental des trios de l'IWRG avec El Felino (en) et Heavy Metal[17]
- Universal Wrestling Association (UWA)
  - 1 fois champion du monde des poids légers de l'UWA[18]
- World Wrestling Association (WWA)
  - 2 fois champion du monde des poids welters de la WWA[19]

## Récompenses des magazines
- Pro Wrestling Illustrated

| Année | 1991 | 1992 | 1993       | 1994 | 1995 | 1996 | 1997 | 1998 | 1999 | 2000 | 2001 | 2002 | 2003 | 2004 | 2005 | 2006 | 2007 | 2008 | 2009 | 2010 | 2011 | 2012 | 2013 | 2014 | 2015 | 2016 | 2017       | 2018 |
| ----- | ---- | ---- | ---------- | ---- | ---- | ---- | ---- | ---- | ---- | ---- | ---- | ---- | ---- | ---- | ---- | ---- | ---- | ---- | ---- | ---- | ---- | ---- | ---- | ---- | ---- | ---- | ---------- | ---- |
| Rang  | 111  | 156  | Non classé | 111  | 127  | 78   | 47   | 34   | 33   | 102  | 109  | 102  | 197  | 144  | 85   | 82   | 38   | 112  | 108  | 138  | 58   | 80   | 330  | 331  | 281  | 429  | Non classé | 366  |